# Cedrela
Genre
Classification phylogénétique
Cedrela  est le nom botanique d'un genre d'arbres de la famille des Méliacées qui compte sept espèces, originaires d'Amérique. Les plantes de ce genre sont originaires des régions tropicales et subtropicales du continent américain, depuis le Sud du Mexique jusqu'au Nord de l'Argentine.
Ce sont des arbres à feuillage pérenne ou caduc en saison sèche, à feuilles composées pennées.
L'espèce Cedrela odorata est largement cultivée et s'est naturalisée dans certaines régions de l'Afrique et du Sud-Est asiatique ainsi qu'à Hawaii.
Le terme français est cédrèle.

## Les espèces
- Cedrela fissilis Vell. - du Costa Rica à l'Argentine
- Cedrela hirsuta C.DC. - Paraguay
- Cedrela lilloi C.DC. - Argentine, Bolivie, Brésil, Équateur
- Cedrela montana Moritz ex Turcz - Colombie, Équateur
- Cedrela odorata L. (Cèdre odorant, cédrèle d'Espagne) - Antilles et du 24°N au Mexique jusqu'au 28°S en Argentine
- Cedrela salvadorensis Standl. - Amérique centrale
- Cedrela tonduzii C.DC. - Amérique centrale

Cedrela odorata est l'espèce la plus commune du genre, largement répandue dans les forêts tropicales et subtropicales  à saison sèche, perdant ses feuilles à la saison sèche qui peut durer plusieurs mois.
Cedrela lilloi et Cedrela montana se trouvent à des altitudes plus élevées dans des conditions humides, et ont un feuillage pérenne, ou parfois caduc seulement en de courtes périodes.

### Cedrela et Toona
Le genre Cedrela incluait autrefois les espèces  étroitement apparentées du genre Toona, originaires d'Asie et d'Australasie.
- Cedrela sinensis, l'Acajou de Chine, est l'ancien nom de Toona sinensis.

Les cédrèles sont maintenant les arbres originaires d'Amérique, et les Toona sont originaires d'Asie et d'Australasie.

## Utilisation
Cedrela odorata est une essence forestière très importante, produisant un bois léger et odorant, offrant une bonne résistance aux termites et aux autres insectes xylophages, résistant également à la pourriture en extérieur.
Ce bois est souvent vendu sous le nom de « cèdre espagnol » (nom ambigu comme beaucoup de dénominations commerciales car il ne vient pas d'Espagne et ce n'est pas un cèdre).
C'est le bois utilisé traditionnellement pour la fabrication des boîtes de cigares, il sert également pour la construction, le lambris et le placage, et pour l'utilisation en extérieur. À noter qu'il figure dans les listes de la CITES (annexe III).
Cette espèce est aussi cultivée comme plante ornementale.
Les autres espèces ont des bois de qualité équivalente, mais sont moins utilisées du fait de leur rareté.